# Coelogyne asperata
Coelogyne asperata är en orkidéart som beskrevs av John Lindley.
Coelogyne asperata ingår i släktet Coelogyne och familjen orkidéer. Inga underarter finns listade i Catalogue of Life.